# Discographie de Luna
Luna (née Park Sun-young) est une chanteuse sud-coréenne, principalement connue pour faire partie du girl group f(x). Depuis 2009, elle a sorti un extended play, douze singles (dont six collaborations et quatre featurings) et quatorze bandes-son. Sa carrière solo a débuté en mai 2016 avec la sortie de son premier extended play, Free Somebody.

## Extended plays
| Titre         | Détails                                                                                         | Meilleure position | Meilleure position | Meilleure position | Ventes       |
| Titre         | Détails                                                                                         | COR                | TW                 | US World           | Ventes       |
| ------------- | ----------------------------------------------------------------------------------------------- | ------------------ | ------------------ | ------------------ | ------------ |
| Free Somebody | - Date de sortie: 31 mai 2016 - Label: SM Entertainment, KT Music - Formats: CD, téléchargement | 5                  | 1                  | 3                  | COR: 10 318+ |

## Singles

### En tant qu'artiste principale
| Titre                                            | Année | Meilleure position | Meilleure position | Ventes              | Album             |
| Titre                                            | Année | COR Gaon           | US World           | Ventes              | Album             |
| ------------------------------------------------ | ----- | ------------------ | ------------------ | ------------------- | ----------------- |
| "Don't Cry for Me"                               | 2015  | —                  | —                  | COR (DL): 85 335    | single sans album |
| "Free Somebody"                                  | 2016  | 57                 | 8                  | - COR (DL): 75 339+ | Free Somebody     |
| "—" signifie que le morceau ne s'est pas classé. |       |                    |                    |                     |                   |

### Collaborations
| Titre                                                                                     | Année | Meilleure position | Meilleure position | Ventes            | Album                 |
| Titre                                                                                     | Année | COR Gaon           | US World           | Ventes            | Album                 |
| ----------------------------------------------------------------------------------------- | ----- | ------------------ | ------------------ | ----------------- | --------------------- |
| "Wave" (avec R3hab, Amber and Xavi&Gi)                                                    | 2016  | —                  | 5                  | NC                | S.M. Station Season 1 |
| "Heartbeat" (avec Amber, featuring Ferry Corsten & Kago Pengchi)                          | 2016  | —                  | 6                  | NC                | S.M. Station Season 1 |
| "It's You" (avec Shin Yong-jae)                                                           | 2016  | 95                 | —                  | COR (DL): 23 501+ | S.M. Station Season 1 |
| "Sound of Your Heart" (avec Lee Dong-woo, Yesung, Sunny, Seulgi, Wendy, Taeil et Doyoung) | 2016  | —                  | —                  | NC                | S.M. Station Season 1 |
| "Tell Me It's Okay" (avec Junhyung)                                                       | 2017  | —                  | —                  | NC                | single sans album     |
| "Honey Bee" (avec Hani et Solar)                                                          | 2017  | 38                 | —                  | COR (DL): 63 673+ | single sans album     |
| "—" signifie que le morceau ne s'est pas classé ou n'est pas sorti dans cette région.     |       |                    |                    |                   |                       |

### En featuring
| Titre                                                                                 | Année | Meilleure position | Meilleure position | Ventes               | Album              |
| Titre                                                                                 | Année | COR Gaon           | US World           | Ventes               | Album              |
| ------------------------------------------------------------------------------------- | ----- | ------------------ | ------------------ | -------------------- | ------------------ |
| "Get Down" (SHINee featuring Luna)                                                    | 2009  | —                  | —                  | NC                   | 2009, Year of Us   |
| "Ten Years" (Donghae & Eunhyuk featuring Luna)                                        | 2014  | —                  | —                  | NC                   | Ride Me            |
| "Dream Drive" (Play the Siren featuring Luna)                                         | 2014  | —                  | —                  | NC                   | Dream Drive        |
| "It Was Love" (Zico featuring Luna)                                                   | 2016  | 5                  | 20                 | - COR (DL): 827 623+ | Break Up 2 Make Up |
| "—" signifie que le morceau ne s'est pas classé ou n'est pas sorti dans cette région. |       |                    |                    |                      |                    |

## Bandes-son
| "Hard but Easy" (avec Krystal)                                                        | 2009 | —  | —  | NC             | Invincible Lee Pyung Kang        |
| "Spread its Wings" (avec Krystal et Amber)                                            | 2010 | —  | —  | NC             | Master of Study                  |
| "Calling Out" (avec Krystal)                                                          | 2010 | —  | —  | NC             | Cinderella's Sister              |
| "Beautiful Day"                                                                       | 2010 | —  | —  | NC             | Please Marry Me                  |
| "And I Love You" (avec Yesung)                                                        | 2010 | —  | —  | NC             | President                        |
| "It's Me" (avec Sunny)                                                                | 2012 | 25 | 16 | NC             | To the Beautiful You             |
| "It's Okay"                                                                           | 2012 | —  | —  | NC             | Cheongdam-dong Alice             |
| "U+Me"                                                                                | 2013 | —  | —  | NC             | TalesWeaver                      |
| "Start of Something New" (avec Ryeowook)                                              | 2013 | —  | —  | NC             | High School Musical on Stage!    |
| "Shine Your Way" (avec Kyuhyun)                                                       | 2013 | —  | —  | NC             | The Croods                       |
| "Healing Love" (avec Choi de LU:KUS)                                                  | 2015 | —  | —  | NC             | Kill Me, Heal Me                 |
| "Only You"                                                                            | 2015 | —  | —  | NC             | The Merchant: Gaekju 2015        |
| "I Will Survive" (avec Solar, Ailee et Eunji)                                         | 2015 | —  | —  | NC             | 2015 Gayo Daejun Limited Edition |
| "Where Are You"                                                                       | 2017 | —  | —  | NC             | Bad Thief, Good Thief            |
| "Could You Tell Me" (말해줄래요)                                                      | 2017 | —  | —  | - CHN: 63 690+ | The King in Love                 |
| "—" signifie que le morceau ne s'est pas classé ou n'est pas sorti dans cette région. |      |    |    |                |                                  |

## Vidéoclips
| Titre                                                                                     | Année                         | Réalisateur                   |
| En tant qu'artiste principale                                                             | En tant qu'artiste principale | En tant qu'artiste principale |
| ----------------------------------------------------------------------------------------- | ----------------------------- | ----------------------------- |
| "Wave" (avec R3hab, Amber et Xavi&Gi)                                                     | 2016                          | inconnu                       |
| "Free Somebody"                                                                           | 2016                          | inconnu                       |
| "Heartbeat" (avec Amber, featuring Ferry Corsten & Kago Pengchi)                          | 2016                          | inconnu                       |
| "It's You" (avec Shin Yong-jae)                                                           | 2016                          | inconnu                       |
| "Sound of Your Heart" (avec Lee Dong-woo, Yesung, Sunny, Seulgi, Wendy, Taeil et Doyoung) | 2016                          | inconnu                       |
| "Tell Me It's Okay" (avec Jun-hyung)                                                      | 2017                          | inconnu                       |
| "Honey Bee" (avec Hani et Solar)                                                          | 2017                          | inconnu                       |
| En featuring                                                                              |                               |                               |
| "Dream Drive" (Play the Siren featuring Luna)                                             | 2014                          | inconnu                       |
| "It Was Love" (Zico featuring Luna)                                                       | 2016                          | inconnu                       |